# Пайруз, Жан Али Казбекулы
Жан-Али Казбекович Пайруз (каз. Жан-Әли Қазбекұлы Пайруз; род. 12 августа 1999, Тараз) — казахстанский футболист, полузащитник клуба «Елимай».

## Клубная карьера
Футбольную карьеру начал в 2016 году в составе клуба «Шахтёр М» во второй лиге. 9 марта 2019 года в матче против клуба «Ордабасы» дебютировал в казахстанской Премьер-лиге (0:3), выйдя на замену на 76-й миннуте вместо Сергея Зенёва.
В июле 2021 года на правах аренды перешёл в «Каспий».
В апреле 2022 года подписал контракт с клубом «Мактаарал».

## Карьера в сборной
13 октября 2024 года дебютировал за национальную сборную Казахстана в матче Лиги наций против сборной Словении.

## Достижения
Сборная Казахстана (до 18)
- Финалист Мемориала Гранаткина: 2017

## Статистика выступлений

### Клубная карьера
| Клуб             | Сезон            | Лига | Лига | Кубки | Кубки | Еврокубки | Еврокубки | Итого | Итого |
| Клуб             | Сезон            | Игры | Голы | Игры  | Голы  | Игры      | Голы      | Игры  | Голы  |
| ---------------- | ---------------- | ---- | ---- | ----- | ----- | --------- | --------- | ----- | ----- |
| Шахтёр           | 2019             | 29   | 1    | 1     | 0     | —         | —         | 30    | 1     |
| Шахтёр           | 2020             | 11   | 1    | —     | —     | —         | —         | 11    | 1     |
| Шахтёр           | 2021             | 11   | 1    | 5     | 3     | 0         | 0         | 16    | 4     |
| Шахтёр           | Итого            | 51   | 3    | 6     | 3     | 0         | 0         | 57    | 6     |
| → Шахтёр М       | 2016             | 20   | 0    | —     | —     | —         | —         | 20    | 0     |
| → Шахтёр М       | 2017             | 25   | 2    | —     | —     | —         | —         | 25    | 2     |
| → Шахтёр М       | 2018             | 32   | 5    | —     | —     | —         | —         | 32    | 5     |
| → Шахтёр М       | Итого            | 77   | 7    | —     | —     | —         | —         | 77    | 7     |
| → Шахтёр-Булат   | 2018             | 10   | 0    | —     | —     | —         | —         | 10    | 0     |
| → Шахтёр-Булат   | 2020             | 1    | 0    | —     | —     | —         | —         | 1     | 0     |
| → Шахтёр-Булат   | 2021             | 3    | 0    | —     | —     | —         | —         | 3     | 0     |
| → Шахтёр-Булат   | Итого            | 14   | 0    | —     | —     | —         | —         | 14    | 0     |
| → Каспий         | 2021             | 4    | 0    | 5     | 0     | —         | —         | 9     | 0     |
| → Каспий         | Итого            | 4    | 0    | 5     | 0     | —         | —         | 9     | 0     |
| Мактаарал        | 2022             | 19   | 3    | 7     | 0     | —         | —         | 26    | 3     |
| Мактаарал        | 2023             | 23   | 2    | 0     | 0     | —         | —         | 23    | 2     |
| Мактаарал        | Итого            | 42   | 5    | 7     | 0     | —         | —         | 49    | 5     |
| → Мактаарал М    | 2022             | 1    | 0    | —     | —     | —         | —         | 1     | 0     |
| → Мактаарал М    | Итого            | 1    | 0    | —     | —     | —         | —         | 1     | 0     |
| Елимай           | 2024             | 16   | 1    | 8     | 3     | —         | —         | 24    | 4     |
| Елимай           | Итого            | 16   | 1    | 8     | 3     | —         | —         | 24    | 4     |
| Всего за карьеру | Всего за карьеру | 205  | 16   | 26    | 6     | 0         | 0         | 231   | 22    |

### Выступления за сборную
| Сборная   | Год   | Отборочные матчи ЧМ | Отборочные матчи ЧМ | Отборочные матчи ЧЕ | Отборочные матчи ЧЕ | Лига наций УЕФА | Лига наций УЕФА | Товарищеские матчи | Товарищеские матчи | Итого | Итого |
| Сборная   | Год   | Игры                | Голы                | Игры                | Голы                | Игры            | Голы            | Игры               | Голы               | Игры  | Голы  |
| --------- | ----- | ------------------- | ------------------- | ------------------- | ------------------- | --------------- | --------------- | ------------------ | ------------------ | ----- | ----- |
| Казахстан | 2024  | −                   | −                   | −                   | −                   | 3               | 0               | −                  | −                  | 3     | 0     |
| Итого     | Итого | −                   | −                   | −                   | −                   | 3               | 0               | −                  | −                  | 3     | 0     |